# カスピ海横断鉄道

カスピ海横断鉄道（トルクメニスタン）

カスピ海横断鉄道（ウズベキスタン）

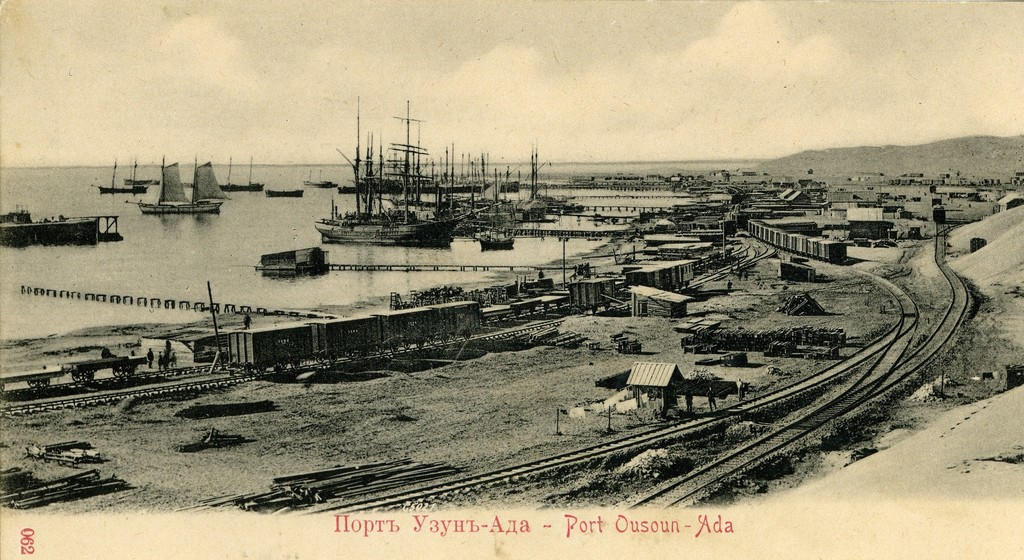
Uzun-AdaのUzun-Ada港（Узун-Ада）。

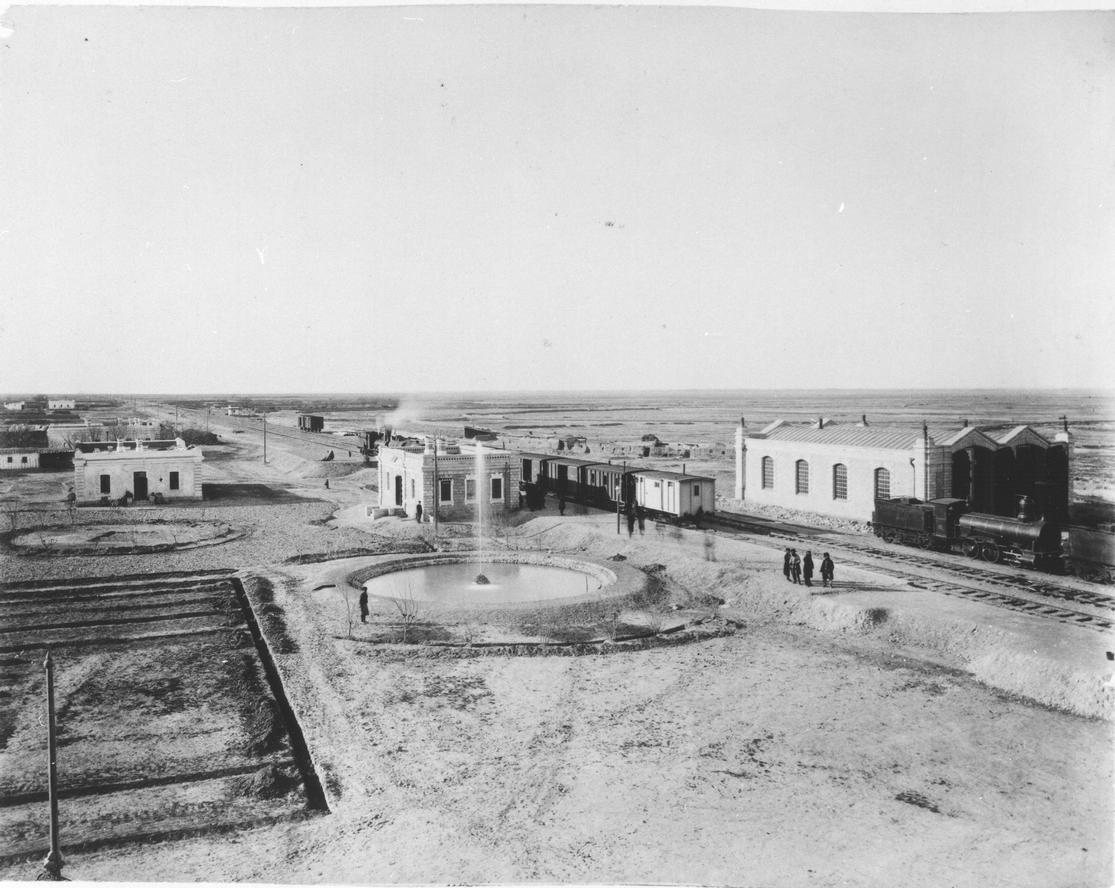
1890年代のカスピ海横断鉄道のBahmi（Bami）駅

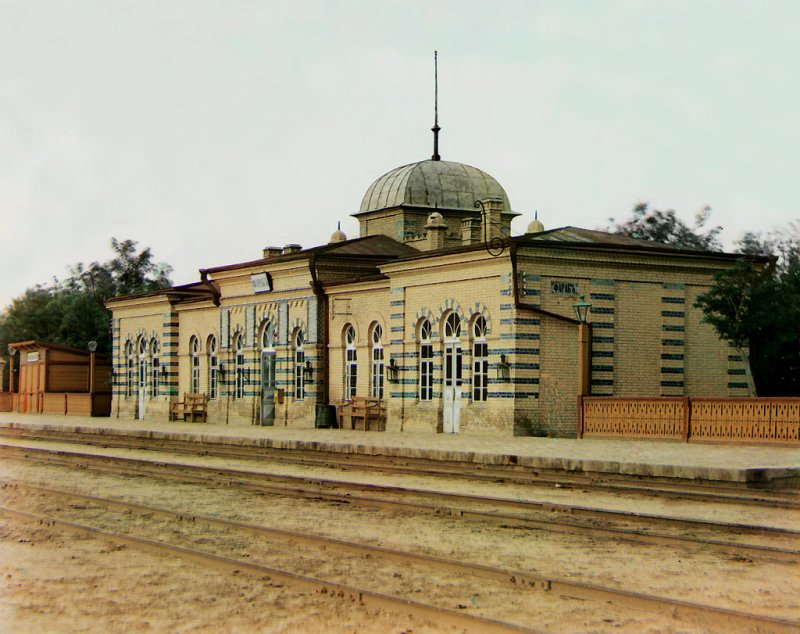
アムダリヤ川を渡って最初の駅、Farab駅, トルクメニスタン（セルゲイ・プロクジン＝ゴルスキー撮影、1911年）

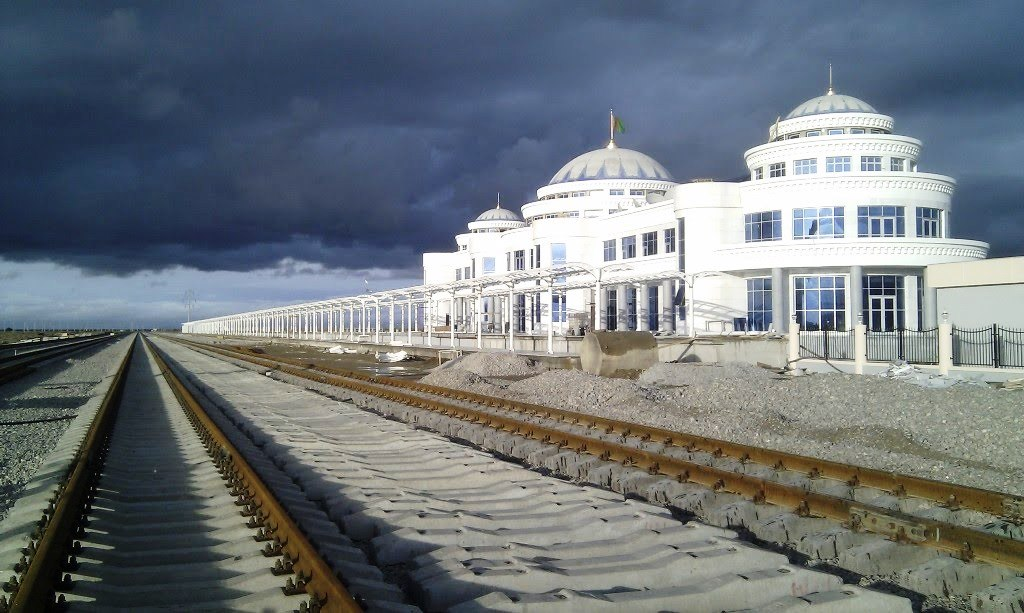
ベレケト駅（2013年撮影。）

カスピ海横断鉄道（英語: Trans-Caspian railway、別名：Central Asian Railway、ロシア語: Среднеазиатская железная дорога）は、中央アジア西部をシルクロードに沿うような形で伸びる鉄道。トランス・カスピ海鉄道、中央アジア鉄道、ザカスピ鉄道とも呼ばれる。19世紀に中央アジアに領土を拡大したロシア帝国によって建設された。
建設工事は1879年に開始され、コーカンドでロシア軍が敗北を喫すると、ロシア軍がこの地帯での反乱鎮圧のための軍を展開するために建設の主眼が置かれた。
大英帝国のインド副王であったジョージ・カーゾンは、この鉄道がアジアでのイギリスの脅威になると述べている。

## 歴史
ミハイル・スコベレフによってロシア軍がザカスピを征服すると、カスピ海に近い内陸都市 キジル・アルバト（Kyzyl-Arvat、現在のトルクメニスタンのセルダル）とロシア帝国・ザカスピ州を結ぶ鉄道が1879年に狭軌として建設された。すぐにロシア式の広軌に改められ、1886年にはアシガバートやメルブ（現在のマル）まで伸びた。
1888年にはブハラを経てサマルカンドまで完成。また、カスピ海側の起点はカスピ海の港町クラスノボツク（現在のトルクメンバシ）に変更された。
1898年、タシュケントやアンディジャンまで完成する。1901年まではアムダリヤ川を渡る堅固な橋は完成しておらず、カスピ海横断鉄道は木製の貧弱な橋を通っていたため、何度も洪水で流された。
1905年にはトルクメンバシからバクーへカスピ海を連絡する鉄道連絡船が登場した。1906年にはトランス・アラル鉄道（オレンブルク-タシュケント間）が完成し、トルクメンバシからオレンブルクまで繋がる。
ロシア革命では鉄道の建設作業員が革命の中心勢力となり、タシュケントのソビエト設立の中心的役割を果たした。また、鉄道も赤軍の軍事拠点となり、英印軍との戦闘が行われた。この鉄道の開通でタシュケントは赤軍の重要な軍事拠点となった。

## 路線
カスピ海に面したトルクメニスタンのトルクメンバシを起点に、南東に鉄道は延びる。カラクム砂漠の外縁部に沿って進んだ後で、カラクーム運河に平行してトルクメニスタンの首都・アシガバートに達する。そこから南東に向かい山岳地帯の麓を進み、テジェンに至る。テジェンからは、イランのマシュハドに繋がる鉄道が1990年代に完成した。カスピ海横断鉄道は、テジェンからは北東に向かい、マル (Mary) に至る。ここからアフガニスタン国境のクシカ (Guşgy、Gushgy、Kushka) への支線は早くも1890年代に完成した。
カスピ海横断鉄道はさらにテュルクメナバート（かつてのチャルジョウ）でウズベキスタンのウルゲンチなどに達する支線を分岐し、ウズベキスタンのブハラではタジキスタンの首都・ドゥシャンベやテルメズに向かう支線を分岐する。最後にカスピ海横断鉄道は、ウズベキスタンのサマルカンドを経て、ウズベキスタンの首都・タシュケントに至り、ここが終点となる。
途中、シルダリヤ (Sirdaryo) でアンディジャンなどフェルガナ盆地に向かう支線がある。タシュケントでは、キルギスの首都ビシュケクやカザフスタン最大の都市・アルマトイ（かつてのアルマアタ）を経てシベリヤのノヴォシビルスクに至るトルキスタン・シベリア鉄道や、ロシアのオレンブルクに至るトランス・アラル鉄道、カザフスタンの首都・アスタナに向かう鉄道など各線と連絡している。